# Тенрекови
Тенрековите (Tenrecidae) са семейство плацентни бозайници от Мадагаскар и Централна Африка. На външен вид наподобяват на таралежи, но родството им е далечно, а приликите са резултат от конвергентна еволюция. В местата, които обитават, тенрековите заемат екологични ниши сходни с тези на земеровки, таралежи, опосуми, мишки и дори видри.

## Разпространение и местообитание
Основната част от видовете обитават остров Мадагаскар. Три вида от два рода са разпространени в екваториалната част на Африка. Tenrec ecaudatus е интродуциран и на съседните на Мадагаскар Коморски, Сейшелски и Маскаренски острови. Различните представители са се специализирали към воден, дървесен, наземен или подземен начин на живот съобразно условията на средата, която обитават.

## Класификация
Семейство Тенрекови (Tenrecidae)
- Подсемейство Geogalinae
- Подсемейство Oryzorictinae
- Подсемейство Potamogalinae
- Подсемейство Tenrecinae

## Описание
Тенрековите са относително дребни бозайници с размери вариращи от 4,5 cm и тегло от едва 5 грама при най-малкия вид до 25–39 cm и тегло от около килограм при най-едрия. Имат добре развита развита сквамозна тъпанчева кост, която обуславя добър слух. Скуловата арка на скулната кост е непълна, очите са малки. Характерно за представителите, е че имат заламбдодонтни горни кътници с изключение на представителите от род Potamogalinae, чиито зъби са диламбдодонтни. Зъбната формула е:{\displaystyle {\tfrac {2-3.1.2-3.2-4}{2-3.1.2-3.2-3}}}. Характерно за всички е, че храносмилателната система завършва в общ отвор клоака с пикочно-половата система, като по този признак се доближават до ранни представители на бозайниците и други групи гръбначни животни. В периодите, когато е сух сезон в ареала на местообитанията им, тенрековите могат да понижат своята телесна температура и да изпаднат в хибернация. Други представители, обаче, преживяват този период само в лек ступор.

## Начин на живот
Представителите са основно нощни, като се хранят с разнообразни безгръбначни и дребни гръбначни животни. Консумират и растителна храна. Бременността им продължава от 50 до 64 дни, като раждат от 2 до 32 малки. Известно е, че някои представители имат по 29 сукални зърна, което ги прави рекордьори сред бозайниците.

## Видове
Фосилни останки от представители на семейството днес се откриват много рядко. Най-ранните от тях са от миоцен в Кения и от плейстцен на Мадагаскар. Молекулен и морфологичен анализ на представителите е причина те да бъдат отделени от разред насекомоядни и да бъдат класифицирани в Afrotheria, което ги определя като далечни родственици на тръбозъба, слоновете, даманите, слонските земеровки и други представители еволюирали на Черния континент.
Семейството е подразделено на четири подсемейства с общо 10 рода и 34 вида:
СЕМЕЙСТВО TENRECIDAE
- Подсемейство Geogalinae
  - Род Geogale
    - Geogale aurita
- Подсемейство Oryzorictinae
  - Род Limnogale
    - Limnogale mergulus

  - Род Microgale
    - Microgale brevicaudata
    - Microgale cowani – малка видровидна земеровка
    - Microgale dobsoni
    - Microgale drouhardi
    - Microgale dryas
    - Microgale fotsifotsy
    - Microgale gracilis
    - Microgale grandidieri
    - Microgale gymnorhyncha
    - Microgale jenkinsae
    - Microgale jobihely
    - Microgale longicaudata
    - Microgale macpheei (изчезнал)
    - Microgale majori
    - Microgale monticola
    - Microgale nasoloi
    - Microgale parvula
    - Microgale principula
    - Microgale pusilla
    - Microgale soricoides
    - Microgale taiva
    - Microgale talazaci
    - Microgale thomasi

  - Род Oryzorictes
    - Oryzorictes hova
    - Oryzorictes tetradactylus
- Подсемейство Potamogalinae
  - Род Micropotamogale
    - Micropotamogale lamottei
    - Micropotamogale ruwenzorii

  - Род Potamogale
    - Potamogale velox
- Подсемейство Tenrecinae
  - Род Echinops
    - Echinops telfairi

  - Род Hemicentetes
    - Hemicentetes nigriceps
    - Hemicentetes semispinosus

  - Род Setifer
    - Setifer setosus

  - Род Tenrec
    - Tenrec ecaudatus